# Hammersmith & City line
La Hammersmith & City line (en français : « ligne Hammersmith et Cité ») est une ligne du métro de Londres, reliant Hammersmith à l'ouest à Barking à l'est. De couleur rose sur la carte du métro de Londres, elle dessert 29 stations en 25 kilomètres. Elle se situe en souterrain dans sa partie centrale entre la station de Paddington et Bow Road, ainsi qu'entre Farringdon et Aldgate East, tronçon lors duquel elle borde la Cité de Londres, cœur financier de la capitale britannique. Les tunnels se situent juste en dessous de la surface et ont une taille similaire à ceux des lignes principales britanniques. La plupart des voies et toutes les stations sont partagées avec la District line, la Circle line et la Metropolitan line. Plus de 114 millions de passagers circulent chaque année sur la ligne et la Circle line.
En 1863, le chemin de fer londonien (Metropolitan Railways) est le premier à avoir lancé un service ferroviaire souterrain, entre Paddington et Farringdon avec des voitures en bois et des locomotives à vapeur. L'année suivante, un chemin de fer à l'ouest de Paddington, à Hammersmith, est ouvert et il est rapidement exploité et détenu conjointement par la Metropolitan Railways et Great Western. La ligne est ensuite étendue, par étapes, jusqu'à la partie orientale de Londres en 1884. La ligne est électrifiée en 1906. En 1936, après que la London Metropolitan Railway soit absorbée par le London Passenger Transport Board, certains trains de la  Hammersmith & City sont étendus à l'ancienne ligne du chemin de fer à Barking. La ligne Hammersmith & City est montrée sur la carte du Tube comme faisant partie de la Metropolitan line jusqu'en 1990, puis est apparu comme une ligne distincte.
Les systèmes de voie et de signalisation sont en cours de modernisation et les anciens trains en C Stock de 6 voitures sont remplacés par de nouveaux trains Stocks S de 7 voitures dans un programme pour augmenter la capacité de 65% d'ici à 2019. La ligne s'étend parallèlement à la ligne principale Great Western entre Paddington et Westbourne Park', ainsi que parallèlement au London, Tilbury et Southend Railway entre West Ham et Barking.

## Rames
Toutes les rames de la Hammersmith & City line portent la livrée particulière de London Underground à base de rouge, blanc et bleu, et sont du gabarit Subsurface. Elles sont de type S7 Stock et sont utilisées conjointement avec la Circle line et la District line (branche Wimbledon-Edgware Road).

## Plans

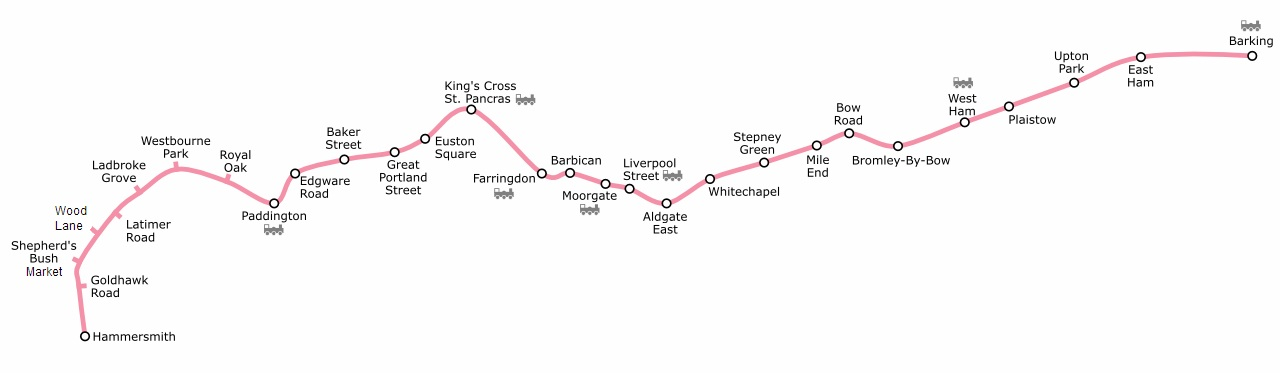
Tracé géographiquement exact de la Hammersmith & City Line

## Stations
Dans l'ordre d'ouest en est
- Hammersmith
- Goldhawk Road
- Shepherd's Bush Market
- Wood Lane
- Latimer Road
- Ladbroke Grove
- Westbourne Park
- Royal Oak
- Paddington
- Edgware Road
- Baker Street
- Great Portland Street
- Euston Square
- King's Cross St. Pancras
- Farringdon
- Barbican
- Moorgate
- Liverpool Street
- Aldgate East
- Whitechapel (terminus le dimanche)
- Stepney Green
- Mile End
- Bow Road
- Bromley-by-Bow
- West Ham
- Plaistow
- Upton Park
- East Ham
- Barking